# Ratchanok Intanon
Ratchanok Intanon –en tailandés, รัชนก อินทนนท์– (Yasothon, 5 de febrero de 1995) es una deportista tailandesa que compite en bádminton, en la modalidad individual. Ganó dos medallas en el Campeonato Mundial de Bádminton en los años 2013 y 2019.

## Palmarés internacional
| Campeonato Mundial | Campeonato Mundial | Campeonato Mundial | Campeonato Mundial |
| Año                | Lugar              | Medalla            | Prueba             |
| ------------------ | ------------------ | ------------------ | ------------------ |
| 2013               | Cantón (China)     | Medalla de oro     | Individual         |
| 2019               | Basilea (Suiza)    | Medalla de bronce  | Individual         |